# Eisengasse 3 (Nördlingen)

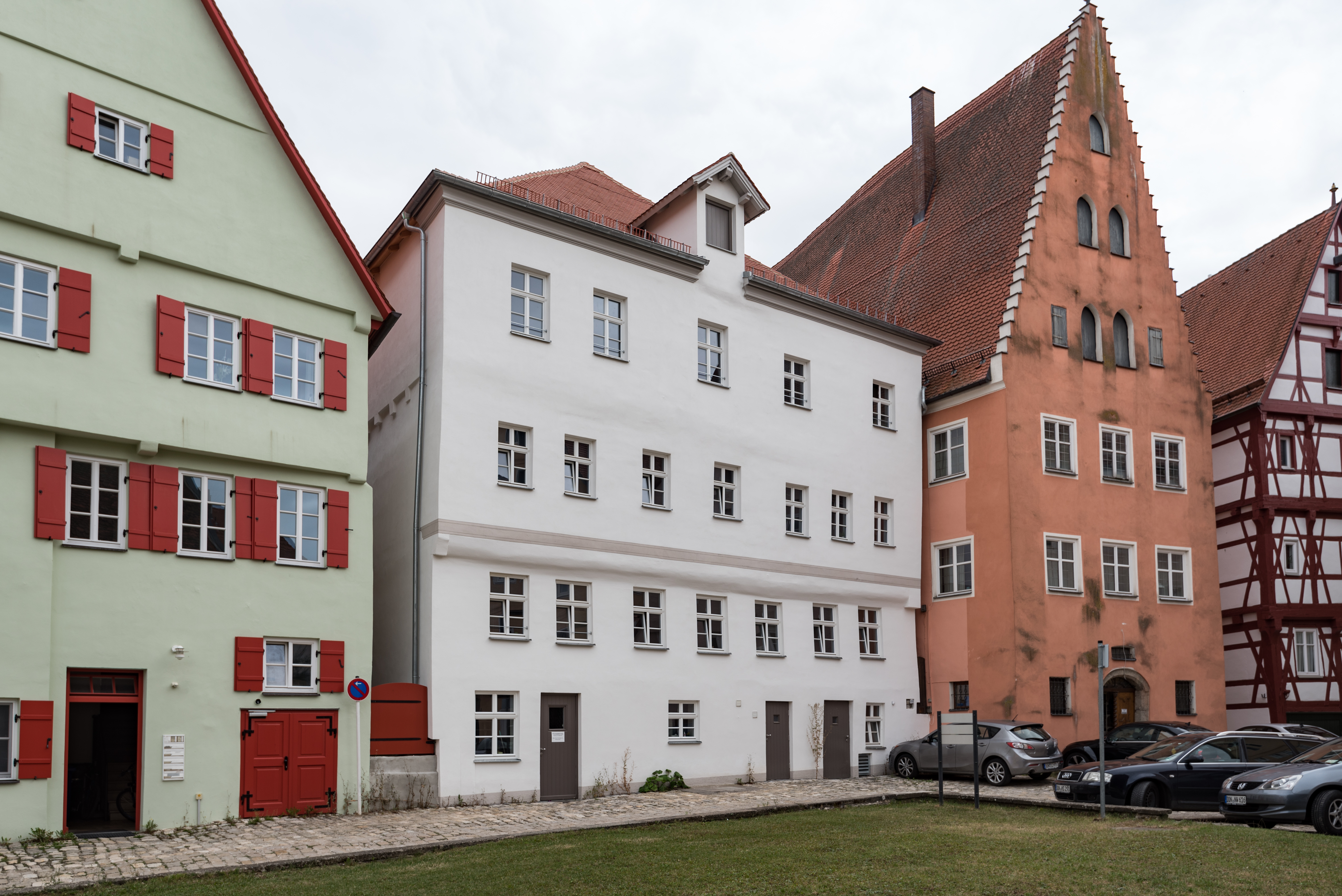
Nordseite des Gebäudes (Paradiesgasse) in Nördlingen (2018)

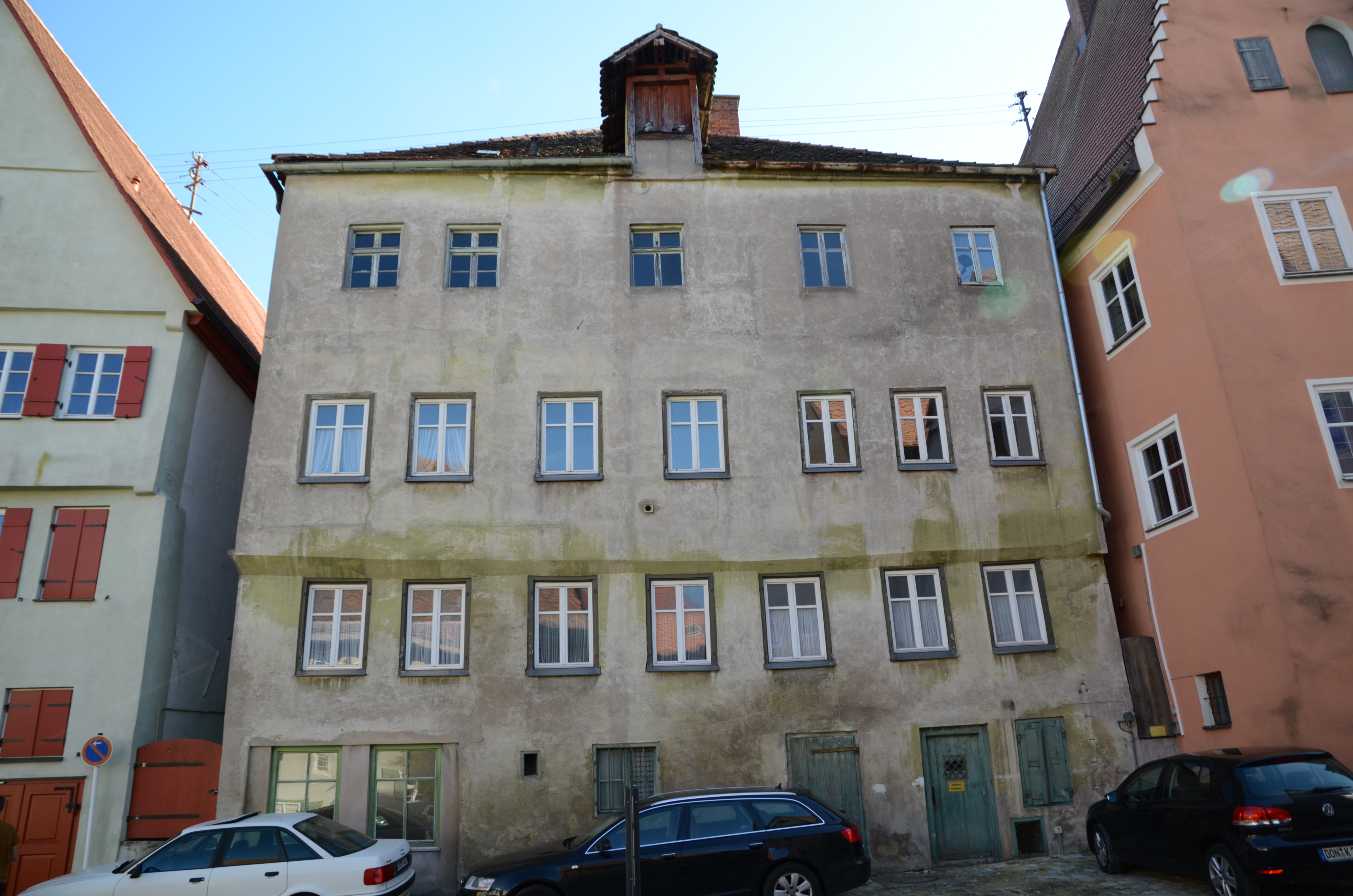
Vor der Renovierung (2012)

Das Gebäude Eisengasse 3 in Nördlingen, einer Stadt im schwäbischen Landkreis Donau-Ries in Bayern, wurde im Kern 1436/37 für den Zunftmeister Claus Wagner errichtet. Das Wohn- und Geschäftshaus, unweit des Marktplatzes gelegen, ist ein geschütztes Baudenkmal.
Das viergeschossige verputzte Fachwerkhaus mit Walmdach und Zwerchgiebel wurde nach 1470 aufgestockt. Die Erweiterung nach Norden und der Bau eines neuen Dachtragwerkes erfolgt 1517/18. In den Jahren 1782/83 wurde das Gebäude barock umgebaut.
Das zweifach verriegelte Fachwerk mit verblatteten Holzverbindungen und K-Streben blieb im Nordteil des Gebäudes auch in späterer Zeit unverputzt. Während das Erdgeschoss mehrfach verändert wurde, haben sich die historischen Grundrisse in den Obergeschossen weitgehend erhalten. Dort ist eine historische Ausstattung überliefert. Dazu gehören neben zahlreichen Rahmen-Füllungstüren des 17. und vor allem des 18. und 19. Jahrhunderts verschiedene Decken: Brettleisten und Kassettendecken aus der Zeit um 1600 sowie Rahmenstuckdecken des 18. und 19. Jahrhunderts. Ebenso sind die Fachwerkfassungen aus verschiedenen Jahrhunderten und an der Treppe vom ersten zum zweiten Obergeschoss eine biedermeierzeitliche Geländergestaltung vorhanden.
In den Jahren 2015/16 wurde das Gebäude umfassend renoviert und behutsam modernisiert. 